# Futebol do Paraguai

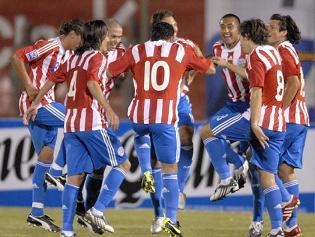
Seleção Paraguaia de futebol.

O futebol é o esporte mais popular do Paraguai a ponto de fazer parte importante da cultura deste país.

## História
O futebol foi introduzido no Paraguai pelo holandês William Paats, o qual viajou da Holanda para Assunção (capital do Paraguai) em 1888. Durante uma viagem para Buenos Aires Paats comprou uma bola de futebol e a trouxe de volta para Assunção com a ideia de ensinar o esporte, até então, desconhecido pelos paraguaios. Primeiramente, o futebol foi somente praticado pela "elite", no entanto,  tornou-se rapidamente muito popular e se espalhou por todo o país, passando a ser praticado por pessoas de todas as classes sociais.
Em 1900, pequenos torneios foram organizados pela Plaza de Armas, localizada no centro de Assunção. Por causa do enorme sucesso dos torneios, Paats decidiu fundar o primeiro clube de futebol paraguaio, que foi chamado Clube de Futebol Olímpia (depois renomeado Olimpia) em 1902. Em 1906, os clubes de futebol do Paraguai foram incluídos na Associação Paraguaia de Futebol que organizou o primeiro campeonato nacional de clubes. A Associação Paraguaia de Futebol foi incluída na CONMEBOL em 1921, e na FIFA em 1925.
O futebol cresceu muito no país desde então, e há mais de 1.600 clubes espalhados pelo Paraguai participando em ligas regionais. Cada time tenta uma vaga na primeira divisão, limitados a diferentes níveis de divisões inferiores. O crescimento e evolução do futebol paraguaio pode ser visto nas conquistas obtidas pelos seus clubes e seleção. Sua seleção nacional participou de sete copas do mundo, conquistou duas Copas América - 1953 e 1979 - e obteve a medalha de prata nas Olimpíadas de 2004. Estas conquistas fizeram do Paraguai a quarta melhor seleção sul-americana atrás de Argentina, Brasil e Uruguai.

## Clubes destacados
São apontados como "Los tres grandes del fútbol paraguayo", Olimpia, Cerro Porteño e Libertad, os maiores campeões nacionais.
Os principais clubes paraguaios são:
Olimpia - Títulos: 1 Copa Intercontinental - 1979, 1 Copa Interamericana - 1979, 3 Copa Libertadores da América - 1979, 1990 e 2002, 2 Recopa Sul-Americana - 1991 e 2003, 1 Supercopa Sul-Americana - 1990 e 47 Campeonato Paraguaio.
Cerro Porteño - Títulos: 34 Campeonato Paraguaio.
Libertad - Títulos: 26 Campeonato Paraguaio.
Também se destacam no futebol local:
Guaraní - Títulos: 11 Campeonato Paraguaio.
Nacional - Títulos: 9 Campeonato Paraguaio.
Na temporada de 2015 12 equipes disputaram a Primera División de Paraguay: Olimpia, Cerro Porteño, Libertad, Guaraní, Nacional, Sol de América (campeão paraguaio em 1986 e 1991), Sportivo Luqueño (campeão paraguaio em 1951 e 1953), Rubio Ñu, General Díaz, San Lorenzo, Deportivo Capiatá e Deportivo Santaní. 
16 equipes disputaram a segunda divisão em 2015, chamada de División Intermedia: 12 de Octubre, Tacuary, River Plate, General Caballero, Sportivo Carapeguá, 3 de Febrero, Sport Colombia, Sportivo Trinidense, Fernando de la Mora, Independiente, Resistencia, Caacupé, Sportivo Iteño, Deportivo Caaguazú, Cristóbal Colón e Deportivo Liberación.